# Idioma rapa
El rapa es una lengua austronesia hablada en la isla de Rapa, en las Islas Australes de la Polinesia Francesa. Se clasifica como una lengua polinesia centro-oriental, relacionado marquesano y el tahitiano.
El lenguaje es lo suficientemente diferente del resto de las lenguas en este grupo como para justificar su propia categoría dentro de esta clasificación, y se supone que se ha  desarrollado en un relativo aislamiento durante casi 700 años.
- Datos: Q36417